# French Open 2014/Herrendoppel-Rollstuhl
Das Herrendoppel (Rollstuhl) der French Open 2014 war ein Rollstuhltenniswettbewerb in Paris und fand vom 4. bis zum 6. Juni statt.
Titelverteidiger waren Stéphane Houdet und Shingo Kunieda, die aber in diesem Jahr nicht zusammen antraten.

## Setzliste
| Nr. | Paarung                        | Erreichte Runde |
| --- | ------------------------------ | --------------- |
| 01. | Joachim Gérard Stéphane Houdet | Sieg            |
| 02. | Gordon Reid Maikel Scheffers   | Halbfinale      |

## Ergebnisse
Zeichenerklärung
- Q = Qualifikant
- WC = Wildcard
- LL = Lucky Loser
- ITF = qualifiziert über ITF-Ranking
- ALT = alternate (Ersatz)
- PR = Protected Ranking
- SE = Special Exempt
- r = retired (Aufgabe)
- d = Disqualifikation
- w.o. = walkover
- [ ] = Match-Tie-Break

|  | Halbfinale | Halbfinale                       | Halbfinale | Halbfinale | Halbfinale |  |  | Finale | Finale                           | Finale | Finale | Finale |
|  |            |                                  |            |            |            |  |  |        |                                  |        |        |        |
|  |            |                                  |            |            |            |  |  |        |                                  |        |        |        |
|  | 1          | Joachim Gérard Stéphane Houdet   | 7          | 3          | [10]       |  |  |        |                                  |        |        |        |
|  |            | Shingo Kunieda Takuya Miki       | 5          | 6          | [8]        |  |  |        |                                  |        |        |        |
|  |            |                                  |            |            |            |  |  | 1      | Joachim Gérard Stéphane Houdet   | 4      | 6      | [11]   |
|  |            |                                  |            |            |            |  |  |        | Gustavo Fernández Nicolas Peifer | 6      | 3      | [9]    |
|  |            | Gustavo Fernández Nicolas Peifer | 6          | 7          |            |  |  |        |                                  |        |        |        |
|  | 2          | Shingo Kunieda Maikel Scheffers  | 4          | 67         |            |  |  |        |                                  |        |        |        |
|  |            |                                  |            |            |            |  |  |        |                                  |        |        |        |